# 동카리알라

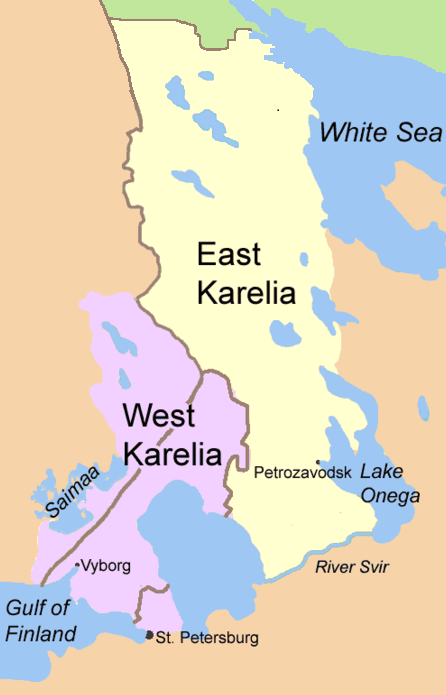
1939년과 1940/1947년의 국경의 동카렐리야와 서카렐리야. 러시아령 카렐리야와 핀란드령 카렐리야로도 알려져 있다.

동카리알라(핀란드어: Itä-Karjala 이태카랼라[*], 카렐어: Idä-Karjala)는 카리알라의 동쪽 지역이고, 1617년에 맺어진 스톨보보 조약으로 러시아로 넘어간 지역을 말한다. 서쪽의 핀란드령 카렐리야 또는 역사적으로는 스웨덴령 카렐리야(1808년 이전)과는 분리되어 있다. 동카렐리야의 거의 대부분의 지역은 러시아의 카렐리야 공화국에 속해 있다.
19세기에는 동카리알라 지역을 스칸디나비아와 슬라브의 영향을 받지 않은 핀란드 문화의 고대 기원으로 보았다. 비에나 카리알라와 같은 인구가 적은 동부 카리알라 지역에서는 엘리아스 뢴로트(Elias Lönnrot)가 핀란드의 전설 칼레발라를 모았다.
동카리알라를 핀란드에 합치는 방안은 새로 독립한 핀란드가 많이 지지했다. 독일의 도움을 받을 수 있었기 때문에 제2차 소련-핀란드 전쟁 동안 이 제안은 효과가 있었다. 1941년-1944년까지는 동카리알라 지역에서 핀란드가 우세하였다. 그 때 살고 있었던 러시아인에 대한 강제 노동과 포로 수용이 행해졌다. 이 전쟁이 끝난 이후에는 동카리알라를 합치자는 제안이 사라졌다.